# Zborovy
Zborovy ist eine Gemeinde in Tschechien. Sie gehört zum Okres Klatovy und zum Plzeňský kraj.

## Geographie
Zborovy befindet sich in der Nähe von Klatovy, der Abstand zwischen den beiden Orten beträgt nur 4,2 Kilometer. Bis Pilsen sind es von Zborovy rund 32 Kilometer.
Durch Zborovy führt eine Landstraße, die den Ort mit Plánice und Nalžovské Hory verbindet. Weitere an Zborovy grenzende Orte sind Hnačov und Zavlekov.

## Geschichte
Die ersten Erwähnungen des Ortes fanden 1384–1418 statt.

## Ortsteile
- Zborovy

## Bevölkerungsentwicklung
| Jahr      | 1869 | 1880 | 1890 | 1900 | 1910 | 1921 | 1930 | 1950 | 1961 | 1970 | 1980 | 1991 | 2001 | 2011 | 2021 |
| --------- | ---- | ---- | ---- | ---- | ---- | ---- | ---- | ---- | ---- | ---- | ---- | ---- | ---- | ---- | ---- |
| Einwohner | 553  | 553  | 481  | 424  | 423  | 412  | 367  | 264  | 256  | 209  | 173  | 158  | 138  | 130  | 103  |

## Sehenswürdigkeiten
- Kirche
- Bildstock

## Galerie

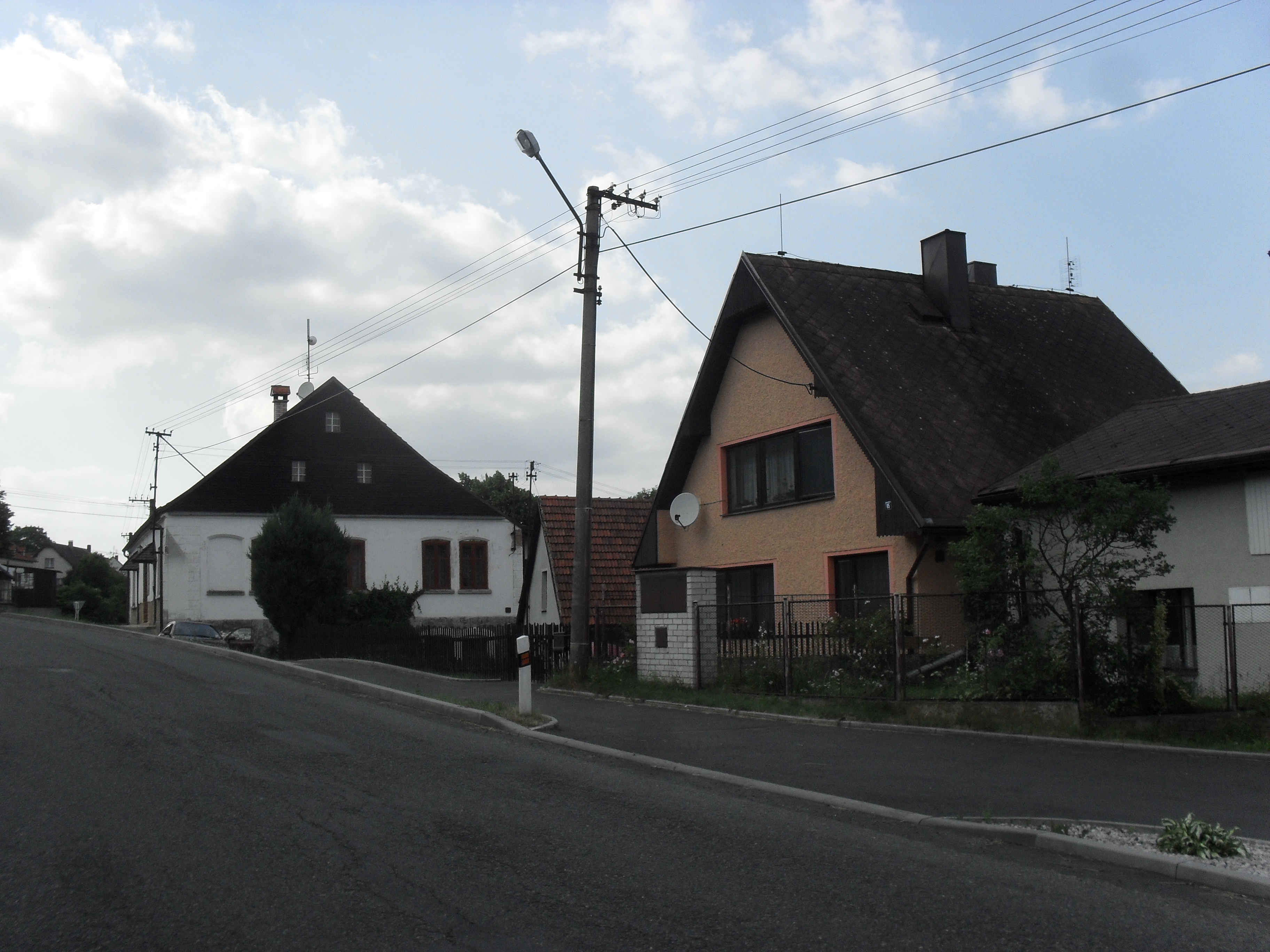
Straße im Dorf
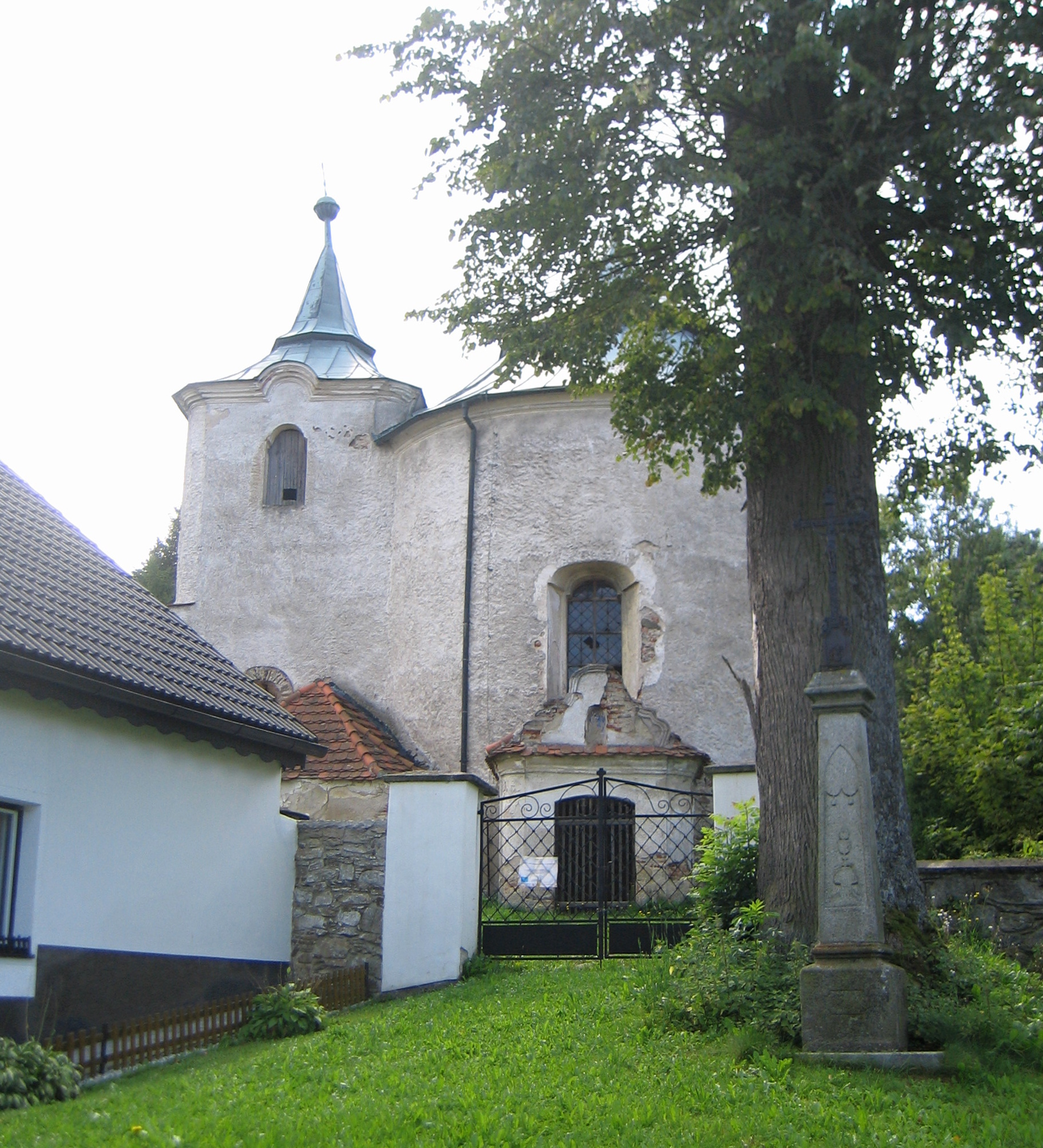
Kirche